# في تمرحل التاريخ (كتاب)
في تمرحل التاريخ، كتاب في تمرحل التاريخ/ مقدمات نظرية للمفكر العربي الماركسي مهدي عامل هو من الكتب / المخطوطة التي وجدت في أدراج مكتبه بعد استشهاده. وكان يعده لإكمال الثلاثية التي ناقش فيها دراسته «مقدمات نظرية لدراسة أثر الفكر الاشتراكي في حركة التحرر الوطنى». ففي أواخر عام 1973 أصدر مهدي عامل القسم الأول من هذه الدراسة تحت عنوان «في التناقض» وكان قد أنجز هذا القسم في صيف 1971، وفي صيف 1972 أنجز القسم الثاني، «في نمط الإنتاج الكولونيالى» من هذه الدراسة، والذي لم يصدره إلا في عام 1976
الكتاب هو في الأساس يربط دراسة التاريخ ببنية العقلية العربية وتحليله للظواهر والتناقضات السياسية في اطار من قراءة البنى الاجتماعية التي تموضع فيها الحدث التاريخى وأثره عليها مما يسهم في صياغة مفهوم علمى للتاريخ كمدخل سليم للدراسات النظرية. قامت الدكتورة يمنى العيد بكتابة توضيحا للمخطوطة تبين فيه ظروف كتابتها وسبب تأخر نشرها، بينما تولى الدكتور فيصل دراج وهو صديق مهدي عامل تقديم هذا الكتاب والذي حدّد مفهوم التاريخ عند مهدي عامل:
| في تمرحل التاريخ (كتاب) | احتل المفهوم عنده حيزا أساسيا في مشروعه من ناحية الموقع الذي يفصل بين التصور الماركسي للتاريخ والتصورات الأخرى المغايرة له وهو من ناحية ثانية المفهوم الذي شرح به مهدي مواضيع متعدد فالمفهوم قائم فهو يؤول ابن خلدون وله حضوره الكافي وهو يكشف آلية نمط الإنتاج الكولونيالي بقدر ما هو أساسي في شرح الطائفية و الدولة الطائفية إضافة إلى هذا فان اختصاص مهدي بمفهوم التاريخ لا ينفصل عن مفهوم ماركسي رأى في علم التاريخ العلم الوحيد كل هذا جعله يؤكد المعنى النظري للتاريخ ويقر له في صياغته المادية عن صياغات أخرى ليس آخرها التصور التجريبي له | في تمرحل التاريخ (كتاب) |